# InterContinental Carlton Cannes
Pour les articles homonymes, voir Carlton.

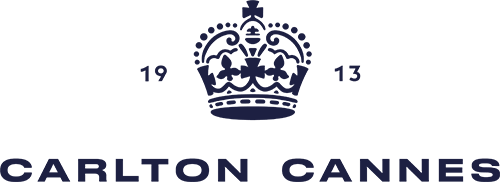
Logo du Carlton Cannes, a Regent Hotel.

L'hôtel Carlton Cannes est un établissement hôtelier de luxe construit en 1911 situé au bord de la mer Méditerranée sur le boulevard de la Croisette à Cannes en France. Il est inscrit au titre des monuments historiques.

## Histoire
Cet hôtel est construit pour Henry Ruhl par les architectes Charles Dalmas, de Nice, et Marcellin Mayère, de Cannes, de 1909 à 1910 et de 1912 à 1913. En 1911, Casimir Reynaud (1857-1938), président de la société des Bas Alpins et ses associés, rachètent le Carlton ainsi que l'hôtel de la Plage sur lequel il était adossé. Ils font démolir ce dernier afin de doubler les dimensions du Carlton de 1912 à 1913 avec l'apparition de la seconde tour. La famille Reynaud et associés conserveront l'hôtel pendant près d'un demi-siècle. Le décor est moulé en ciment. L'hôtel est partiellement transformé en hôpital durant la Première Guerre mondiale. Pendant la Seconde Guerre mondiale, il continue à servir d’hôtel. Il est lié au monde du cinéma depuis la création du Festival de Cannes en 1946.
Le 12 avril 2011, la banque d'affaires Morgan Stanley vend son portefeuille de sept hôtels à la société Mansion Services Limited, propriété d’un homme d’affaires du Liban, Toufik Aboukhater, résidant à Monaco. Géré par la chaîne InterContinental Hotels Group, l'hôtel est la propriété du groupe qatari Katara Hospitality depuis 2014.
En juillet 2013, lors de l'exposition Extraordinary Diamonds de la maison Leviev, un individu armé s'empare d'une mallette contenant des bijoux et des diamants ; un préjudice de 40 millions d'euros est évoqué selon une première estimation. Le butin est par la suite réévalué à 103 millions d'euros.
Pendant la pandémie de Covid-19, l'hôtel maintient son projet de rénovation et d'extension réalisé en partenariat avec Vinci, tablant sur une réouverture en 2023.

## Situation géographique
Le Carlton est situé dans le centre-ville de Cannes dans le quartier du Centre - Croisette, à 25 km de l'aéroport de Nice par la route du bord de mer, à 1 km de la gare de Cannes et à 1 km du Palais des festivals de Cannes. Le Carlton se situe à 8 km d'Antibes, 30 km de Saint-Paul-de-Vence, 50 km de Monaco et 50 km de Saint-Tropez.

## Caractéristiques
- L'hôtel est classé 5 étoiles depuis le 3 août 2009[7] ;
- Son directeur depuis le 1er avril 2024 est Pierre-Louis Renou ;
- Le Carlton appartient au groupe Katara Hospitality et est géré par InterContinental Hotels Group ;
- Plage privée de sable sur la Méditerranée avec accès direct sur la Croisette ;
- Langues parlées : arabe, néerlandais, anglais, français, allemand, italien, russe, espagnol.
- Le service voiturier-bagagiste à fusionné lors de la ré-ouverture en mars 2023.

## Protection du patrimoine

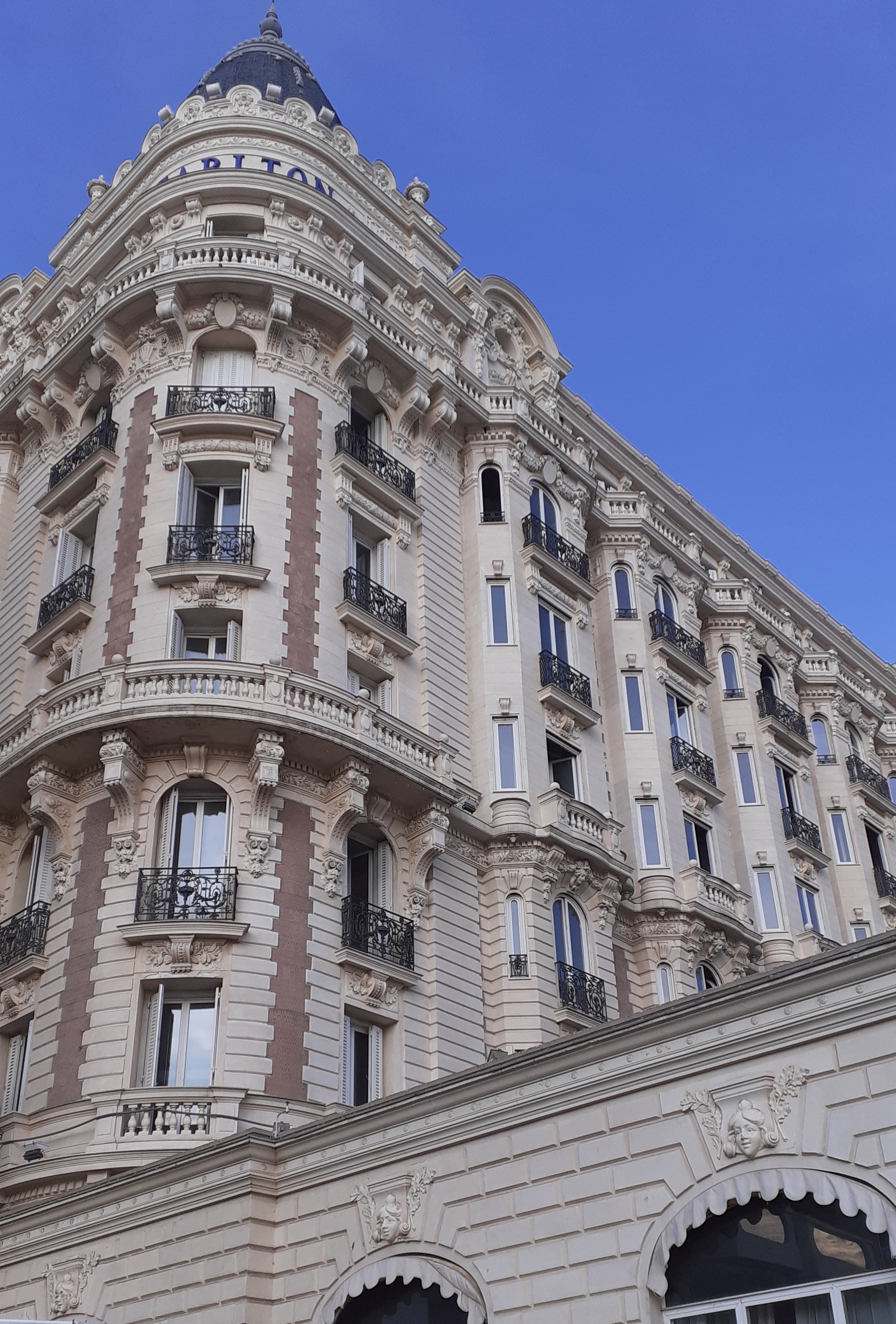
Détails de la façade.

L'hôtel fait l’objet d’une inscription au titre des monuments historiques depuis le 10 octobre 1984 et au titre de l'inventaire général du patrimoine culturel dans le cadre du recensement du patrimoine balnéaire de Cannes. L'édifice a reçu le label « Patrimoine du XXe siècle » en application de la circulaire du 1er mars 2001.

## Rénovation
Le projet de rénovation et d’extension de l'hôtel pour un budget de 300 millions d'euros s'est achevé en mars 2023. Il a rouvert ses portes le 13 mars 2023 après trois ans de travaux. Cette mission a été confiée à l'architecte d'intérieur Tristan Auer et au paysagiste Land'Act.
L'hôtel présente désormais deux extensions abritant de luxueuses suites, ainsi qu'un jardin intérieur de 2 000 m2 doté d'un bar et d'une piscine à débordement, d'un centre de fitness et de spa, ainsi que d'un espace de conférence de 1 800 m2.

## Culture populaire
Films
- 1954 : La Main au collet (To Catch A Thief) de Alfred Hitchcock avec Cary Grant et Grace Kelly
- 1973 : La Bonne Année de Claude Lelouch avec Françoise Fabian et Lino Ventura
- 2005 : Quatre étoiles de Christian Vincent avec Isabelle Carré, José Garcia et François Cluzet
- 2005 : Anthony Zimmer de Jérôme Salle avec Sophie Marceau et Yvan Attal
- 2010 : Le Siffleur de Philippe Lefebvre avec François Berléand, Thierry Lhermitte, Virginie Efira

Musique
- 1982 : I'm Still Standing de Russell Mulcahy interprété par Elton John
- 1993 : World (The Price of Love) de New Order

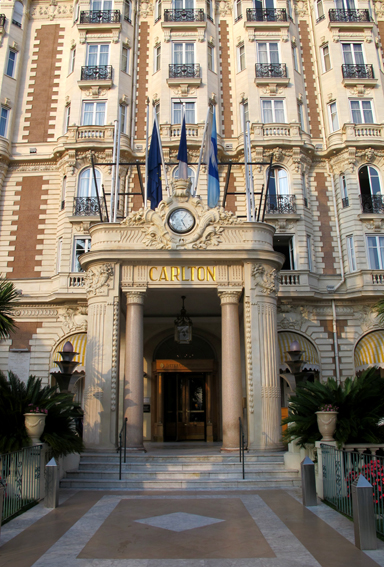
Porche de l'hôtel.
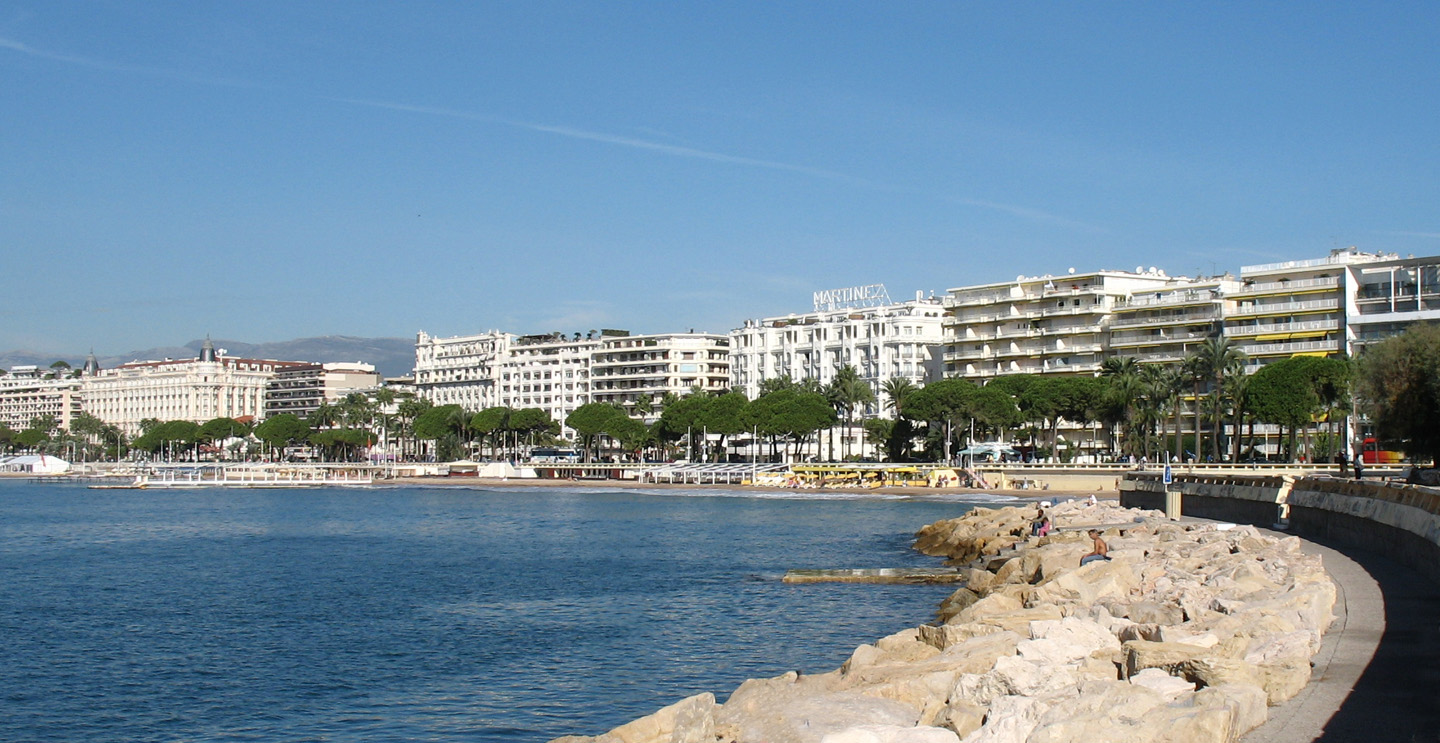
La Croisette et le Carlton au fond.
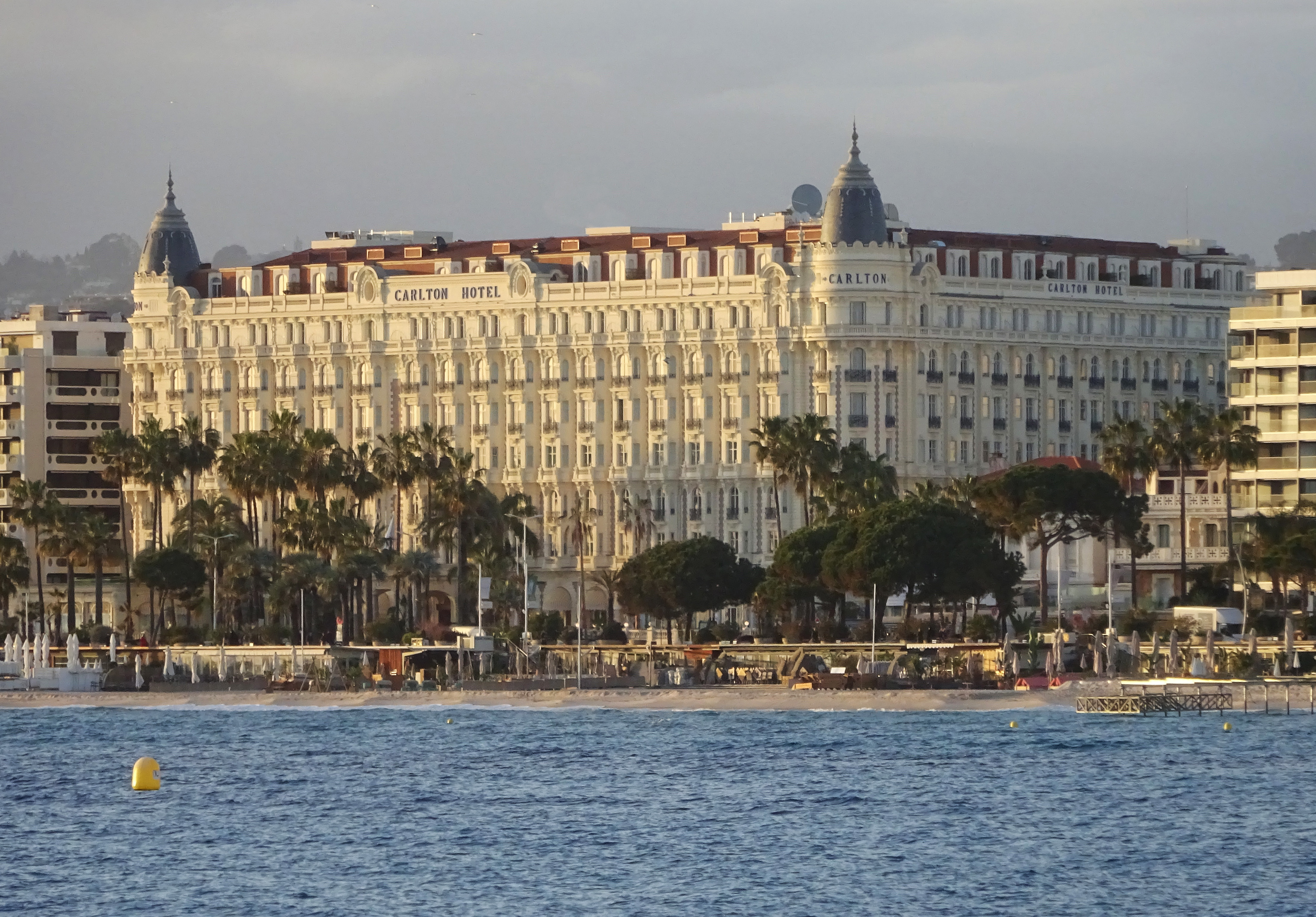
L'hôtel Carlton vu de la mer en 2023.
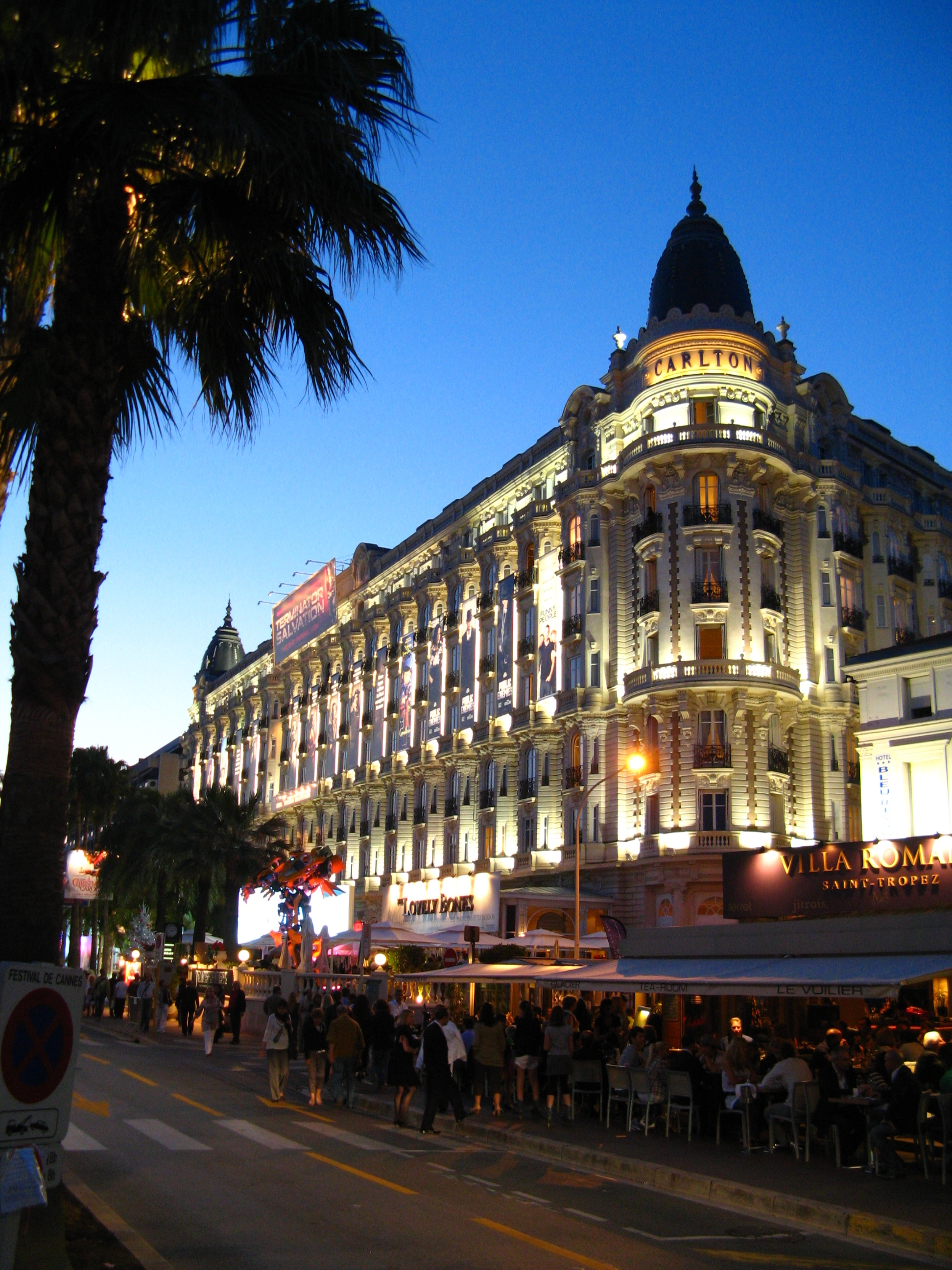
L'hôtel Carlton pendant le festival de Cannes 2009.
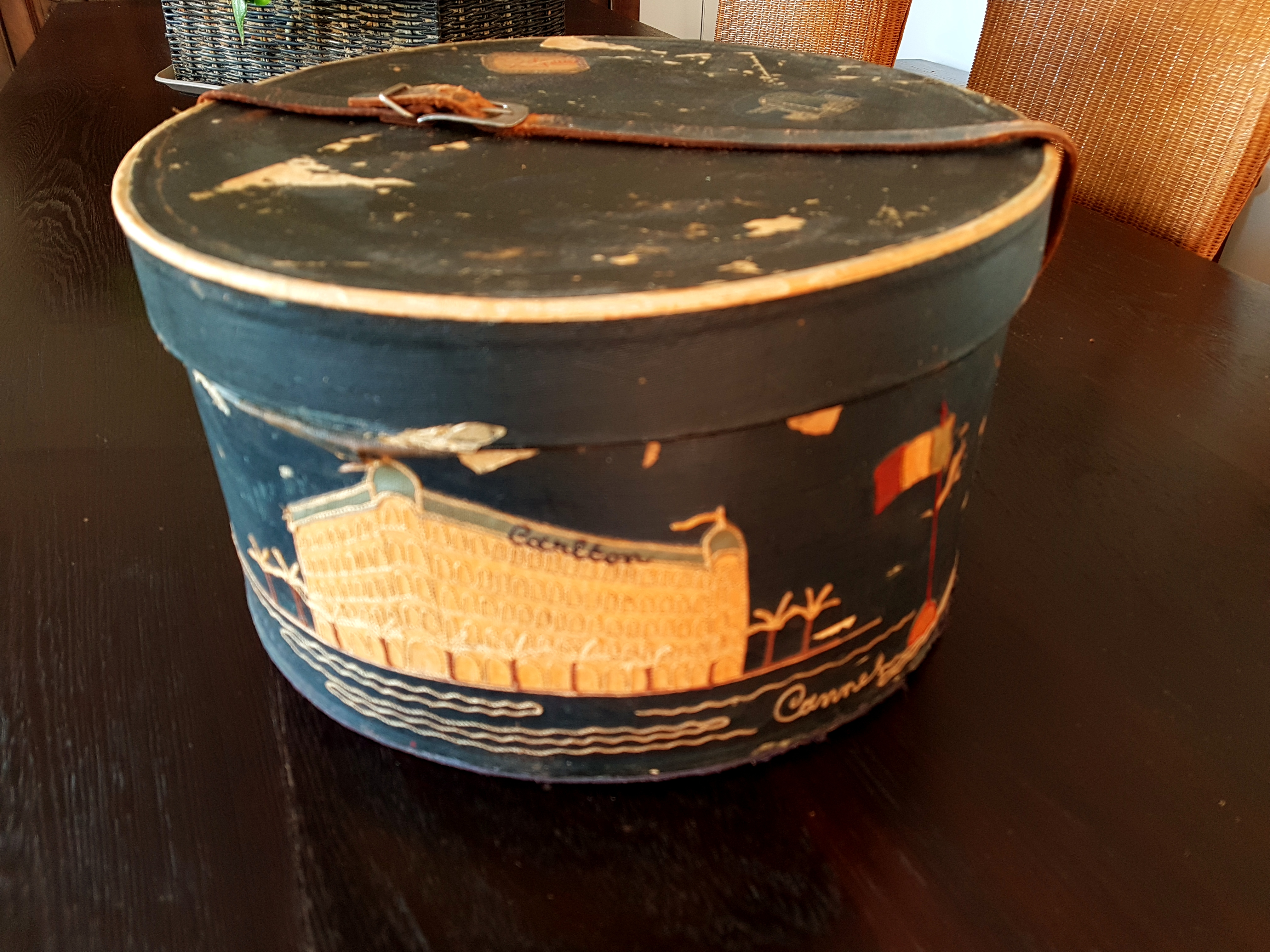
Boîte à chapeau.
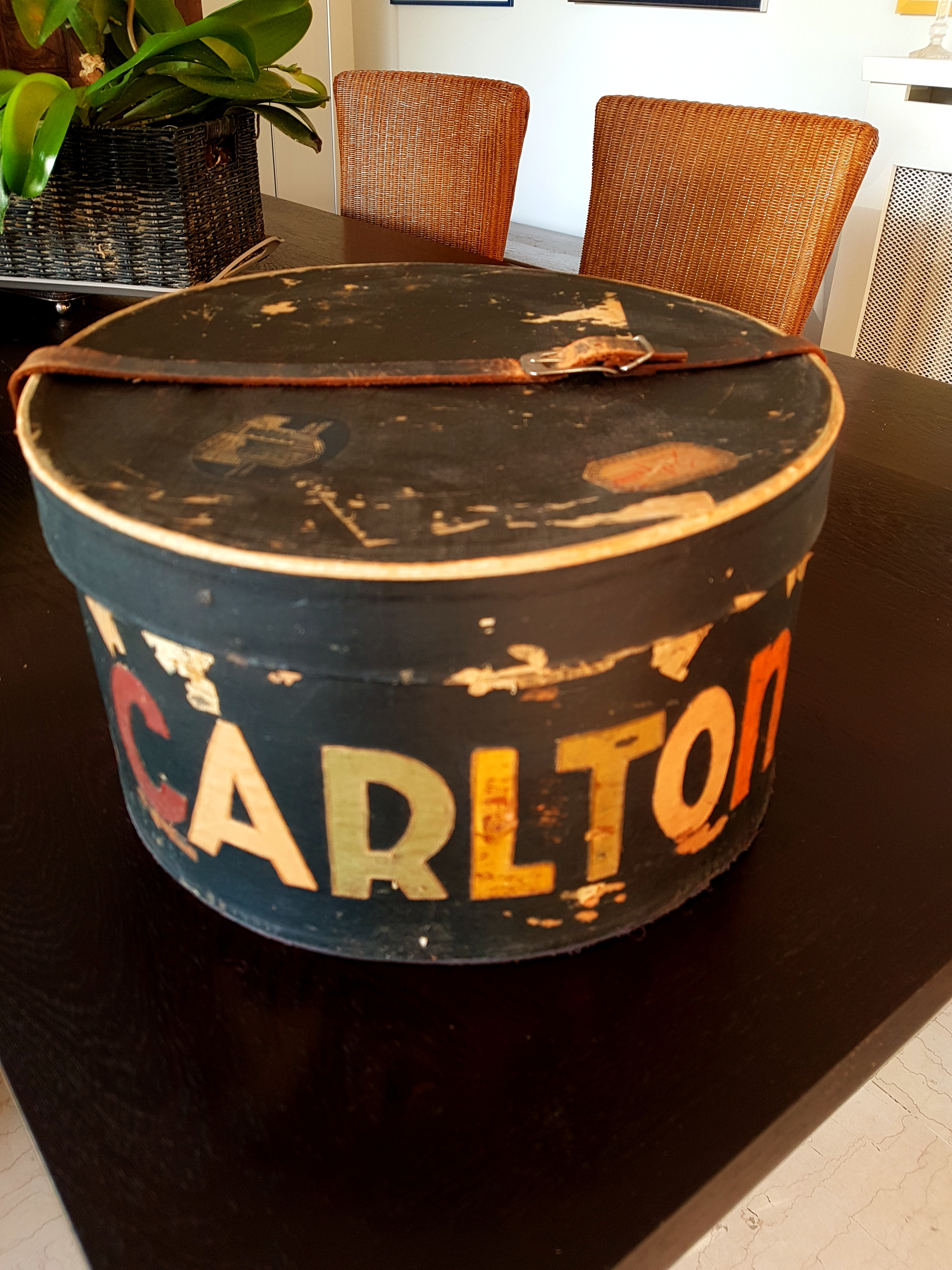
Typographie du Carlton sur une boîte à chapeau.